# Остров имени Залита
Остров им. Залита или Остров-Залит — деревня на острове Талабск. Входит в состав межселенной территории территория Залитских островов, подчиняющейся напрямую Псковскому району Псковской области России.
Единственный населённый пункт на острове Талабск.

## Население
| 2001 | 2002 | 2010 |
| ---- | ---- | ---- |
| 267  | ↗284 | ↘183 |

Численность населения деревни по оценке на начало 2001 года составляла 267 жителей, на начало 2010 года — 173 человека.

## История
В деревне, на южном побережье острова, находится храм святого Николая Чудотворца, который впервые упоминается в писцовых книгах в 1585—1587 годах словами, что одно пустое дворовое место «под церковку подошло». Первый храм был деревянным и был построен местными жителями-рыбаками. В 1792 году храм был выстроен в камне из известняковой псковской плиты. В храме до сегодняшнего дня сохранились фрески письма неизвестного автора. В 1842—1843 годах при храме был сооружен ныне действующий придел в честь чудотворной иконы Божией Матери «Одигитрии» Смоленской в память о чудесном избавлении от эпидемии холеры, которой были охвачены жители Александровского посада (Талабских островов).
В 1821—1917 годах территория современной деревни имела статус безуездного города и наименование Александровский посад (Талабск).
В 1919 году остров был переименован в честь убитого красного комиссара Ивана Залита.
В 1939 году храм после сильного разорения был закрыт, а в 1947 году вновь открыт, но богослужения совершаются только в Смоленском приделе. В 1958—2002 в храме служил почитаемый православными верующими старец протоиерей Николай Гурьянов. В 2002 году старец был похоронен на этом острове и деревне. На его могилу совершаются паломничества.
До 2005 года деревня входила в состав упразднённой Залитской волости.